# Ann Tsukamoto
Ann Tsukamoto va néixer a Califòrnia el 6 de juliol de 1952. És una investigadora i inventora estatunidenca en el camp de les cèl·lules mare. És sobretot coneguda per haver patentat un procediment que permet aïllar la cèl·lula soca humana, patent que li es concedida el 1991. Els treballs i les contribucions d'Ann Tsukamoto han permès avanços revolucionaris en l'àmbit de la recerca sobre cèl·lules mare i "en la comprensió del sistema sanguini dels pacients amb càncer", la qual cosa ha portat a la ciència i a la indústria de la recerca a nous cims i descobriments d'avantguarda. En resum, les recerques d'Ann i les invencions que se'n desprenen continuen sent essencials per a permetre un dia curar el càncer i els tumors malignes en el cos humà.

## Biografia
Ann Tsukamoto va obtenir el seu doctorat en immunologia i macrobiologia a la Universitat de Califòrnia a Los Angeles. Tanmateix, Tsukamoto va fer la major part del seu treball post doctoral a la Universitat de Califòrnia, San Francisco. Aquí, va treballar en el gent wnt-1 i "va desenvolupar un model transgènic per al càncer de mama". La intel·ligència, determinació i treball dur de Tsukamoto la van portar a convertir-se en una de les científiques més prominents que investiga i estudia les cèl·lules mare. Les innovacions de Tsukamoto van començar a finals del segle XX i actualment dirigeix més investigacions per avançar encara més la recerca amb cèl·lules mare.

## La innovació del seu descobriment
Tsukamoto va patentar per primera vegada la seva recerca sobre com aïllar les cèl·lules mare el 1991. La investigació i descobriment de cèl·lules mare és imprescindible no només en les comunitats científiques, sinó també en el camp mèdic. El treball d'Ann va obrir l'estudi de les cèl·lules mare per aprofundir i permetre una comprensió més definitiva dels sistemes circulatoris dels pacients amb càncer. El que Tsukamoto va descobrir és la importància de les cèl·lules mare en la cerca d'una cura per al càncer i moltes altres malalties humanes. El 1998, va treballar per StemCells Incorporated per continuar la seva recerca que va continuar en l'aïllament de cèl·lules mare hepàtiques i neuronals ja que afecten diverses malalties. Tsukamoto lidera la cerca d'un millor coneixement de les cèl·lules mare i la seva relació amb trobar una cura per al càncer, així com moltes altres malalties mortals. La cura del càncer i malalties similars no semblava tenir cap cura potencial, que és el punt de dolor que va portar a Ann a investigar i estudiar les cèl·lules mare d'una manera que resolgués aquest problema i, en última instància, trobés una cura potencial.
La innovació de Tsukamoto, malgrat ser increïblement important, no la va fer un nom familiar a causa de com les dones estaven tan mal representades en el camp científic i mèdic en aquell moment. A més, quan va publicar els seus descobriments, altres científics no van entendre com era crucial la investigació de cèl·lules mare en com es podria utilitzar per a una cura, per la qual cosa les seves troballes no es van considerar tan transformacionals com haurien d'haver estat. Ara se sap que les cèl·lules mare són molt importants tant per al progrés mèdic com per a la ciència.

## Impacte sobre la societat
El treball de l'Ann Tsukamoto en la recerca amb cèl·lules mare i la seva relació amb els pacients amb càncer va salvar innombrables vides i aquest nombre està creixent de forma exponencial amb la recerca i el tractament continu. Abans de la seva investigació i dels seus descobriments en el camp de les cèl·lules mare, es considerava que no hi havia cap cura per al càncer i altres malalties del mateix calibre. Es tracta d'un descobriment revolucionari que podria canviar la manera en què es considera el càncer mortal i malalties similars en el camp mèdic. A mesura que Tsukamoto continua estudiant les cèl·lules mare, les seves contribucions i el llegat anterior es veuen cada vegada més rellevants per a la investigació actual en el camp del càncer i les cèl·lules mare. La innovació encara s'utilitza avui dia, encara que continua avançant a mesura que es duu a terme més i més recerca.